# Um Rabino Conversa com Jesus
"Um rabino conversa com Jesus" ("A rabbi talks with Jesus"), obra do rabino judeu-estadunidense, Jacob Neusner, onde o autor  
simula um debate teológico com Jesus.
Tido pelo rabino britânico, Jonathan Sacks, como "um tour de force muito instigante", este é um livro onde se tenta apresentar, de uma forma simples e didática, os principais pontos de encontro e desencontro entre Judaismo e Cristianismo. Nele, o rabino Jacob Neusner (professor-pesquisador da Universidade de Tampa, Flórida), afirma que a maior parte dos ensinamentos de Jesus não mais foi do que uma reapresentação, com outras palavras, daquilo que o Judaismo sempre sustentou e ensinou. E naqueles pontos em que Jesus e a Torah de Moisés divergem, "ele está errado e Moisés está certo", diz Neusner.
| “ | Se tivesse assitido ao Sermão da Montanha, eu não teria seguido Jesus. Permaneceria fiel a Moisés". | ” |